# Вареница, Евгений Терентьевич
Евгений Терентьевич Вареница (7 октября 1912, Мизоч, Волынская губерния — 4 марта 2002) — доктор биологических наук (1959), профессор (1960), член-корреспондент ВАСХНИЛ (1964).

## Биография
В 1937 г. окончил Сельскохозяйственную академию им. К. А. Тимирязева.
В 1937—1939 гг. — агроном-инспектор Главного сортового управления Наркомзёма СССР. В 1939—1941 гг. — старший научный сотрудник, заведующий группой озимых культур Мироновской селекционно-опытной станции Киевской области.
В 1941—1945 гг. работал в Главном сортовом управлении Наркомзёма СССР старшим агрономом, заместителем начальника (с 1944 г.) отдела Госселекстанций. В 1945—1948 гг. — заместитель директора по научной части Мироновской селекционно-опытной станции. В 1948—1950 гг. — начальник отдела Госселекстанций Главного сортового управления Наркомзёма СССР.
В 1950—1993 гг. работал в Зональном НИИ зернового хозяйства Нечернозёмной полосы (Московская область) заведующим лабораторией селекции озимой пшеницы, заместителем директора по научной работе (с 1951 г.), директором (1954—1960 гг.), заведующим отделом биологии и селекции озимой пшеницы (с 1960 г.).

## Научная деятельность
Проводил селекционные работы по озимой пшенице и чумизе, вывел ряд высокоурожайных сортов. Районировано и внедрено в производство 5 сортов озимой пшеницы и 1 сорт чумизы. Достижением отечественной селекции является озимая пшеница Заря: сорт сочетает высокую продуктивность, повышенную зимостойкость, иммунитет к твёрдой головне и экологическую пластичность.
Автор около 200 научных трудов.

### Избранные труды
- Чумиза: Биология, селекция и агротехника. — М.: Сельхозгиз, 1958. — 431 с.
- Рациональная система ведения сельского хозяйства в центральных районах Нечернозёмной полосы. — М.: Сельхозгиз, 1960. — 120 с.
- Методы, результаты и перспективы работ по созданию высокопродуктивных сортов озимой пшеницы для Нечернозёмной полосы. — М.: Колос, 1974. — 98 с.

## Награды
- Заслуженный деятель науки Российской Федерации (1993)[1]
- девять медалей СССР и РФ
- пять медалей ВДНХ.